# Senna (2010.)
Senna je britansko-portugalski dokumentarni film iz 2010. godine koji prikazuje život i smrt brazilskog trostrukog prvaka Ayrtona Senne. Ovo je četvrti film redatelja Asifa Kapadije. Film je napravljen od strane ESPN-a i Working Title Filmsa. Distributer filma je Universal Studios. Film je dobio brojne kritike i pohvale. Snimljen je u tri inačice; normalna, produžena i Japanska inačica.
Film započinje Senninim dolaskom u Formulu 1 tijekom sezone 1984. u Tolemanu i Lotusu. Dokumentarac se koncentrira na njegovo vrijeme dok je bio u britanksom timu McLaren. Opisuje njegov uspjeh do svjetske slave, dobivanje titule svjetskog prvaka, suparništvo s timskim kolegom Alainom Prostom i političke borbe sa šefom FISA-e Jean-Marie Balestreom. Film pokriva vrhunac njegovog suparništva tijekom sezone 1989. i 1990., gdje su Senna i Prost bili uključeni u kontroverzne borbe za titulu svjetskog prvaka.
Nakon kratkog pregleda sezona gdje je uslijedila tehnološka dominacija Williamsa, dokumentarni film doseže finale tijekom sezone 1994. Kasnije dokumentarac pokriva sve događaje s treće utrke svjetskog prvenstva u San Marinu, gdje Senna gubi svoj život u zavoju Tamburello. Film završava na pogrebu s njegovom obitelji i najbližim prijateljima iz Formule 1.

## Objavljivanje
Posebna projekcija filma održana je 7. listopada 2010. godine na Velikoj nagradi Japana, na stazi Suzuka Circuit u Suzuki, Japanu. Službena svjetska premijera održana je 3. studenog 2010. godine u Cinemark Theatreu u São Paulu, Brazilu. Film je u kina u Brazilu došao 12. studenog 2010., a u Ujedinjenom Kraljevstvu 3. lipnja 2011. godine.

## Vanjske poveznice
- Službena stranica - Ujedinjeno Kraljevstvo
- Službena stranica - Portugal  Arhivirana inačica izvorne stranice od 20. prosinca 2011. (Wayback Machine)
- Senna na Internet Movie Databaseu
- Senna na Rotten Tomatoesu